# Erlauftal Straße

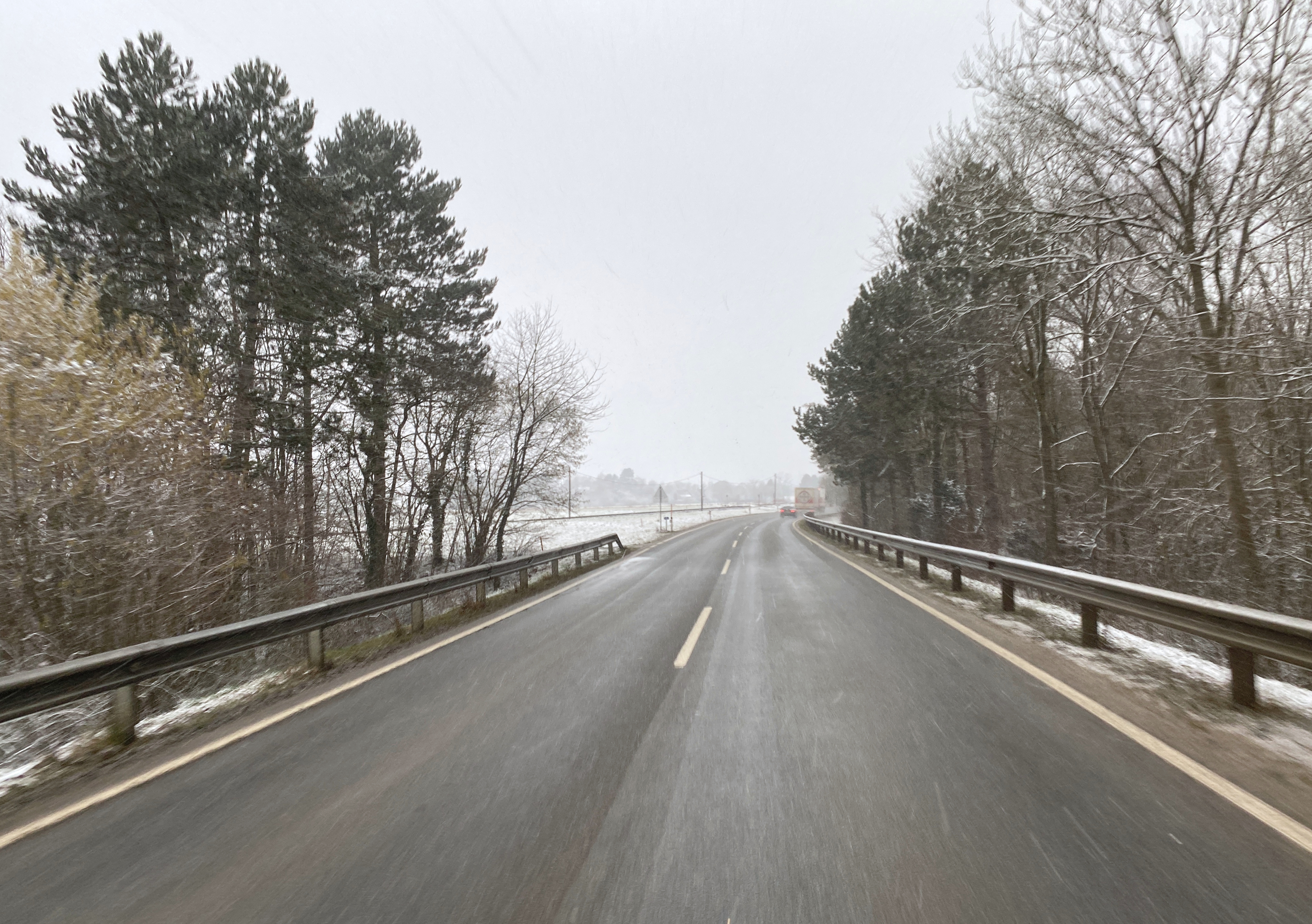
Die Erlauftal Straße nördlich von Purgstall an der Erlauf

Die Erlauftaler Straße B 25 ist eine 85,2 km lange Bundesstraße und befindet sich zum überwiegenden Teil in Niederösterreich. Sie führt von Persenbeug an der Kreuzung mit der Donau-Bundesstraße B 3 über Ybbs an der Donau, Wieselburg, Purgstall und Scheibbs bis ins steirische Lainbach bei Landl und mündet in die Eisen-Straße B 115. Die Erlauf verläuft aber nur rund 20 Kilometer neben der B25, von Kienberg/Gaming bis Wieselburg.

## Geschichte
Die Scheibser Straße wurde 1826 dem Verkehr übergeben. Am 1. November 1826 wurden vier Mautstationen in Wieselburg, Affa, Gamling und Götzwang eingerichtet.
Die Straße „von der steierischen Grenze über Gößling, Lunz, Gaming, Scheibbs, Wieselburg nach Colm an der Wien-Linzer Straße und von da unterhalb Erlauf nach Pöchlarn zur Westbahn und Donau“ gehört zu den 17 Straßen, die 1866 zu niederösterreichischen Landesstraßen erklärt wurden. 1870 wurde die Maut auf den niederösterreichischen Landesstraßen abgeschafft.
Auf steirischer Seite wurde der Streckenabschnitt zwischen Lainbach und der Landesgrenze bei Mendling 1926 zur Konkurrenzstraße erklärt. In der österreichischen Rechtssprache bezeichnet Konkurrenz die gemeinsame Finanzierung eines Projektes durch verschiedene Institutionen. In diesem Falle zahlte das Land Steiermark 70 % der Baukosten.
Seit dem 1. April 1938 galt diese Straße als Landesstraße.
Die Erlauftal Straße zwischen Wieselburg und Lainbach gehörte seit dem 1. Jänner 1949 zum Netz der Bundesstraßen in Österreich.
Die Persenbeug-Wieselburger Straße gehört zu den Straßen in Niederösterreich, die durch das Bundesgesetz vom 2. Juni 1954 zu Bundesstraßen erklärt wurden. Im Bundeshaushalt 1954 wurden 15.000.000 Schilling für den Ausbau dieser Straßen bereitgestellt.
Im Jahr 2016 wurde das erste Baulos einer Umfahrung der Stadt Wieselburg vergeben. Das mit 80 Millionen Euro veranschlagte Bauvolumen soll die Stadt, durch die täglich 16.000 Fahrzeuge rollen, entlasten. Die Bauzeit der 8,4 Kilometer langen Straße sollte ursprünglich drei Jahre betragen, jedoch wurde die Umfahrung Wieselburg erst am 11. Juni 2021 feierlich eröffnet.